# 値千金 (SUPER BEAVERの曲)
「値千金」（あたいせんきん）は、SUPER BEAVERの4作目の配信限定シングル。2023年12月27日にソニー・ミュージックレコーズよりリリースされた。

## 概要
前作「決心」より約2ヶ月ぶりの配信限定シングル。
表題曲は「第103回全国高等学校ラグビーフットボール大会」テーマソングとなっている。

## 収録曲
| #  | タイトル   | 作詞・作曲 | 編曲         | 時間  |
| -- | ---------- | ---------- | ------------ | ----- |
| 1. | 「値千金」 | 柳沢亮太   | SUPER BEAVER | 04:46 |